# Siège du Caire
Batailles
Le Siège du Caire, également connu sous le nom de campagne du Caire, est un siège qui s'est déroulé pendant les guerres de la Révolution française, entre les Français et les Britanniques alliés aux forces ottomanes, et constitue l'avant-dernière action de la campagne d'Égypte. Les garnisons britanniques, dirigées par le commandant Hely-Hutchinson ont avancé vers Le Caire, où elles sont arrivées à la mi-juin. Rejoint par une importante force ottomane, Hutchinson investit le Caire et, le 27 juin 1801, les soldats français postés dans le ville sont encerclés. Forte de ses 13 000 hommes et commandée par le général Belliard, la garnison française se rend. Les troupes françaises restées en Égypte sous les ordres de Jacques-François Menou, se retirent à Alexandrie,.

## Contexte
Après la mort du général Abercromby à la bataille de Canope, Hutchinson prend le commandement des forces britanniques en août. Le 26 avril, le major général Eyre Coote est laissé à la tête de l'armée devant Alexandrie, tandis que Hutchinson arrive à Rosette pour poursuivre les opérations à l'intérieur du pays, en direction du Caire. Le 21 avril, le navire britannique de cinquante canons HMS Leopard, commandé par le commodore John Blankett, a jeté l'ancre sur la route de Suez avec trois frégates. Des troupes indigènes, recrutées par la Compagnie des Indes orientales à Bombay, soit environ 6 000 hommes, viennent en renfort des garnisons déjà débarquées sur le rivage égyptiens. Le 22, à l'aube, un officier accompagné d’un groupe du 86e régiment d'infanterie débarquèrent du Leopard et prirent possession de la ville de Suez que les garnisons françaises avait évacuées. À 8 heures du matin, l'Union Jack fut hissé sur le rivage et les troupes débarquèrent. Peu après, les forces en présence établirent un camp en attendant l'arrivée du reste de la force.
Le 5 mai, Hutchinson, accompagné de divisions de canonnières britanniques et ottomanes, et de 8 000 soldats britanniques, avança le long des rives du Nil vers la position du général Joseph Lagrange à El Aft. Au même moment, Sir William Sidney Smith, à bord du HMS Tigre, et le commandant James Hillyar attendent l'arrivée du contre-amiral Honoré Joseph Antoine Ganteaume, venu pour appuyer les forces terrestres françaises sur la côte. L'escadre française de Gantheaume, composée de quatre navires de ligne, une frégate, une corvette et cinq transporteurs, se trouve au large de la côte depuis quelques jours. Gantheaume avait entre trois et quatre mille hommes à bord, mais, craignant que les navires britanniques, qui étaient à sa recherche, ne les repèrent, il préféra s'éloigner en haute mer. Les cinq transporteurs, qui ne possédaient pas de troupes à leur bord, furent interceptés par les navires britanniques le 7 et amenés dans la baie d'Aboukir. Les britanniques s'emparèrent de toutes les provisions à bord et, avec la retraite de leur flotte, les Français abandonnèrent El Aft et se retirèrent vers El Rahmaniya le 7 mai. Le soir même, les troupes alliées entrèrent dans El Aft et commencèrent ainsi la Campagne du Caire.

## Siège du Caire
Le 9 mai, les forces britanniques avancent jusqu'à Er-Rahmaniyeh où le général français Joseph Lagrange a pris position. À 10 heures du matin, les Royal Marines et les marins du capitaine Curry, avec quatre navires et trois vedettes armées, lancent une attaque contre les forts français d'Er-Rahmaniyeh. À 16 heures, ils sont soutenus par des canonnières ottomanes. Les Français battent assez vite en retraite vers Le Caire, laissant dans leur fuite 110 de leurs malades et de leurs blessés. Un détachement français de cinquante cavaliers d'Alexandrie est pris au même moment, ce qui coupe toute communication entre cette ville et l'intérieur de l'Égypte. Les forces alliées ne déplorent que cinq tués et 26 blessés. Le 14, les forces britanniques poursuivent leur progression vers la capitale et capturent en chemin un navire français et seize felouques transportant du vin, de l'eau-de-vie et des vêtements pour une valeur estimée à environ 5 000 livres sterling, ainsi que 150 soldats et de lourdes pièces d'artillerie. Ce convoi se dirigeait en direction d’Er-Rahmaniyeh. Le commandant français n’avait alors pas connaissance des récentes défaites françaises,.
Le 17, un convoi de 560 soldats français en provenance d'Alexandrie est intercepté par une division de cavalerie et d'infanterie sous les ordres du brigadier général Doyle. Le fort français de Ras El Bar, situé près de Damiette du Nil, est investie le même jour par une flottille de canons britanniques et de canonnières ottomanes. Les officiers Français abandonnent le poste et se retirent à Port-Saïd. Les garnisons françaises qui s’y trouvaient (au total 700 hommes) sont évacuées à bord de cinq navires dans l'espoir d'atteindre le port d'Alexandrie. Quatre de ces navires sont cependant interceptés et déroutés dans la baie d'Abou Qir, un seul s'échappe vers les côtes italiennes.
Le 6 juin, le colonel Lloyd et un détachement du 86e régiment, composé d'environ 150 hommes, se mettent en marche à travers le désert jusqu'au Caire. Le 10 juin, il rejoignent le détachement du colonel John Stewart sur la rive droite du Nil. Le 14, Hutchinson avance vers le village de Saael. Le même jour, il est rejoint par le 28e régiment d'infanterie et le 42e régiment des Highlands. Pendant ce temps, les 320 troupes sous les ordres de Stewart et de Lloyd se déplacent vers une position parallèle et arrivent le 20 juin à Imbaba, un village situé à quelques kilomètres de la forteresse de Gizeh en face du Caire, où Belliard avait stationné une importante garnison. Hutchinson effectue un nouveau mouvement le 21, conjointement avec les force ottomanes et investit la ville de Gizeh avec 20 000 hommes. Les Français craignaient que les Britanniques ne détruisent la digue du canal d'Alexandrie, laissant ainsi entrer les eaux de la mer dans le lac Mariout, réduisant ainsi toute chance de fuite pour les Français. C'est ce que firent les forces alliées et l'eau s'engouffra dans la zone, rendant le canal inutilisable et privant les Français de toute possibilité d'évasion. Le 22, les forces alliées se préparent à assiéger le Caire et ses différents forts. Belliard, encerclé de toutes parts et sans communication, leva le drapeau blanc le 22 juin. Il est convenu, lors d’une conférence, que les Français doivent évacuer Le Caire et ses dépendances.

## Conséquences
La conférence se poursuit jusqu'au 28 juin, date à laquelle est signée la reddition du Caire par les Français, qui se voient accorder dix-sept jours pour évacuer. Selon les termes du traité, les troupes françaises, soit 8 000 hommes et 5 000 blessés, doivent être transportées dans un port français,. Le général John Moore les escorte ensuite jusqu'à la côte de Via Rosette. Le 28 au soir, les Britanniques et les Ottomans prennent possession de Gizeh et du Caire, et lèvent conjointement leurs couleurs. L'article 12 du traité de capitulation précisait que tout Égyptien, quelle que soit sa religion, serait libre de suivre l'armée française. En conséquence, de nombreux soldats égyptiens ont émigrés pour former les Mamelouks de la Garde impériale. Des mesures immédiates sont prises pour réduire le dernier point d'appui des Français en Égypte : Alexandrie, et atteindre ainsi l'objectif ultime de l'expédition. Hutchinson entreprend la réduction finale d'Alexandrie. Entre le 10 et le 15 juin, deux divisions britanniques entament leur marche à travers le désert et arrivent sur les rives du Nil quelques jours plus tard. Ils atteignent Alexandrie et investissent la ville. Après un siège du 17 août au 2 septembre 1801, les Français capitulent à nouveau et emportent avec eux, la dernière position françaises au Moyen-Orient.